# Chen Long
Chen Long (n. 18 ianuarie 1989, Shashi District⁠(d), Hubei, Republica Populară Chineză) este un jucător de badminton ce a reprezentat Republica Populară Chineză, medaliat olimpic. A participat la 3 ediții ale Jocurilor Olimpice (2012, 2016, 2020) în care a câștigat o medalie de bronz.